# سارة راموس
سارة راموس (بالإنجليزية: Sarah Ramos)‏ هي ممثلة أمريكية، ولدت في 21 مايو 1991 بلوس أنجلوس في الولايات المتحدة.

## أعمال

### أفلام
- (2016) كيف تكون عازبا[5]

### مسلسلات
- اكذب علي
- سكرابز
- شبح هامس
- ويزردز أوف ويفرلي بليس[6]

## وصلات خارجية
- سارة راموس على موقع IMDb (الإنجليزية)
- سارة راموس على موقع ألو سيني (الفرنسية)
- سارة راموس على موقع أول موفي (الإنجليزية)
- سارة راموس على موقع إن إن دي بي (الإنجليزية)
- سارة راموس على موقع قاعدة بيانات الفيلم (الإنجليزية)
- سارة راموس على موقع كينوبويسك (الروسية)